# دکتر هو (سری ۱)
سری جدید برنامه علمی-تخیلی بریتانیایی دکتر هو در تاریخ ۲۶ مارس ۲۰۰۵ یا قسمت رز بعد از ۱۶ سال توقف پخش دوباره شروع به نمایش کرد.
پس از قسمت نهایی سری کلاسیک دکتر هو با عنوان "جداشدن راه ها"(The Parting of the Ways) که در 18 ژوئن 2005 پخش شد، این فصل از سریال دکتر هو به عنوان اولین فصل از سری مدرن محسوب میشود.این بازسازی و احیای دوباره سریال توسط یکی از طرفداران قدیمی دکتر هو یعنی راسل تی دیویس ممکن شد که از اواخر سال 1990 برای برگرداندن و ساخت دوباره این سریال با بی بی سی بحث و لابی میکرد.سری اول این سریال شامل 13 قسمت است که دیویس نویسندگی هشت قسمت آن را انجام داد. دیویس،جولی گاردنر ومل یانگ تولبدکنندگان اجرایی و فیل کالینسون تولیدکننده این سری بودند.